# Ctenus silvaticus
Ctenus silvaticus là một loài nhện trong họ Ctenidae.
Loài này thuộc chi Ctenus. Ctenus silvaticus được Pierre L. G. Benoit miêu tả năm 1981.